# 山井敏章
山井 敏章（やまい としあき、1954年 - ）は日本の経済学者・歴史学者。立命館大学経済学部教授。専攻は西洋経済史・労働組合論で、ドイツ三月革命を中心とする近代ヨーロッパの社会経済史及びナショナリズムの比較史を研究。

## 経歴
- 1954年 - 東京都に生まれる。
- 1979年 - 東京大学経済学部卒業
- 1989年 - 東京大学大学院経済学研究科博士課程修了
- 1990年 - 立命館大学経済学部助教授。後、教授。

## 研究実績
- 東京大学経済学部の学生時代に大塚久雄が築いた大塚史学に魅せられ、東京大学大学院で肥前栄一に師事。
- 東欧革命直前の1985年から1988年に旧西ドイツのビーレフェルト大学に留学し社会主義諸国の現実を知り、大塚史学の立場でありながら、「マルクス主義が未来への方向性を失った今日、歴史に学び直し、新たな可能性を探りたい」とマルクス主義を相対化して捉えている。近代を経済や政治、思想といった側面から、マルクス主義でない歴史的過程に注目した研究を行っている。
- さらに、近代のイデオロギーの一つである自由主義及びナショナリズムを中世、東欧まで拡大した対象の研究や資本主義社会の成立についての戦後の研究を見直す作業も行っている。

## 著書

### 単著
- 『ドイツ初期労働者運動史研究ー協同組合の時代―』未來社，1999年 ISBN 4624111451
- 『「計画」の20世紀 ナチズム・〈モデルネ〉・国土計画』岩波書店，2017年 ISBN 978-4000611763

### 共著
- （的場昭弘、高草木光一）『1848年革命の射程』御茶の水書房,1998年　ISBN 9784275017277
- （的場昭弘他）『新マルクス学事典』弘文堂,2000年　ISBN 9784335150449
- （馬場哲、小野塚知二）『西洋経済史学―「大塚史学」を超えて』東京大学出版会,2001年 ISBN 4130421107

## 翻訳
- ユルゲン・コッカ（en:Jürgen Kocka）著、松葉正文・山井敏章訳『市民社会と独裁制――ドイツ近現代史の経験 』岩波書店、2011年。
- ユルゲン・コッカ（en:Jürgen Kocka）著、山井敏章訳『資本主義の歴史: 起源・拡大・現在』人文書院、2018年。